# Ланс Крик (Вајоминг)
Ланс Крик (енгл. Lance Creek) насељено је место без административног статуса у америчкој савезној држави Вајоминг.

## Демографија
По попису из 2010. године број становника је 43, што је 8 (-15,7%) становника мање него 2000. године.
| Група             | 2000.      | 2010.      |
| Белци             | 47 (92,2%) | 38 (88,4%) |
| Афроамериканци    | 0 (0,0%)   | 0 (0,0%)   |
| Азијати           | 0 (0,0%)   | 0 (0,0%)   |
| Хиспаноамериканци | 2 (3,9%)   | 1 (2,3%)   |
| Укупно            | 51         | 43         |